# New Summerfield
New Summerfield es una ciudad ubicada en el condado de Cherokee en el estado estadounidense de Texas. En el Censo de 2010 tenía una población de 1.111 habitantes y una densidad poblacional de 91,27 personas por km².

## Geografía
New Summerfield se encuentra ubicada en las coordenadas 31°58′51″N 95°6′54″O / 31.98083, -95.11500. Según la Oficina del Censo de los Estados Unidos, New Summerfield tiene una superficie total de 12.17 km², de la cual 12.17 km² corresponden a tierra firme y (0%) 0 km² es agua.

## Demografía
Según el censo de 2010, había 1.111 personas residiendo en New Summerfield. La densidad de población era de 91,27 hab./km². De los 1.111 habitantes, New Summerfield estaba compuesto por el 76.33% blancos, el 2.7% eran afroamericanos, el 2.61% eran amerindios, el 0.18% eran asiáticos, el 0% eran isleños del Pacífico, el 17.19% eran de otras razas y el 0.99% pertenecían a dos o más razas. Del total de la población el 71.47% eran hispanos o latinos de cualquier raza.